# クォークモデル

図1: 擬スカラー中間子九重項。八重項のメンバーは緑、一重項は赤で示されている。八道説の名前はこの分類に由来している。

クォークモデル（英: quark model）は、クォークでハドロンを分類する枠組みである。

## 概要
クォークモデルは、1950年代から1960年代に渡って発見された非常に多くのハドロンを系統立てて分類するために開発され、1960年代後半から現在までの実験によってその正しさが検証されている。これらの実験的証拠により、ハドロンは"基本粒子"ではなく、それを構成する"価クォーク"が基本粒子であると考えられている。クォークモデルは価クォーク単位でハドロンを分類する。価クォークとは、ハドロンの量子数の実体を担っているクォークおよび反クォークである。
これらの量子数はハドロンの種類を同定するためのラベルであり、二種類に分けることができる。一つは、ポアンカレ対称性を持つJPCである。ここで、J、PおよびCはそれぞれ全角運動量、パリティ対称性およびチャージ対称性である。二つ目は、アイソスピン、ストレンジネスおよびチャームなどのフレーバー量子数である。クォークモデルは八道説の分類法に従っている。（#中間子および#バリオン参照）
全てのクォークにはバリオン数1⁄3が割り当てられている。アップ、チャームおよびトップクォークは電荷+2⁄3を持ち、ダウン、ストレンジおよびボトムクォークは電荷−1⁄3を持つ。また、反クォークはクォークと反対の符号の量子数を持つ。クォークはスピン-1⁄2粒子、つまりフェルミ粒子である。
中間子は価クォーク-反クォークの対で構成されており、バリオン数は0となる。一方、バリオンは三つのクォークで構成されており、バリオン数は1となる。この記事の具体例では、アップ、ダウンおよびストレンジフレーバーのクォークモデル（これは近似的にSU(3)対称性を形成する）について議論する。フレーバーの数をさらに増やす一般化も存在する。

## 歴史

### 多数の粒子
1960年代から行われた一連の実験によりハドロンは数が多すぎて素粒子ではありえないことが明らかになってきたことで、ハドロンの分類法の開発は火急の問題となった。相次ぐ新粒子の発見は、ヴォルフガング・パウリをして、「このような事態を予期していたなら、私は植物学を専攻していただろう」と言わしめた。また、レオン・レーダーマンは「若者よ、もし私がこれらの粒子の名前を覚えることができるなら、私は植物学者であったということだ」と言ったとされる。このように理論物理学者を悩ませたこれらの実験技術開発の先端にいた実験素粒子物理学者ルイ・アルヴァレにはノーベル物理学賞がもたらされた。

### ヤン・フェルミ模型
クォークモデルに至るまでには、いくつかの初期の段階がある。これまで素粒子と考えられていた中間子が複合粒子であるとする考えが、1949年にエンリコ・フェルミと楊振寧によって提唱された。このヤン・フェルミ模型 では、中間子は核子（陽子 p と中性子 n）と反核子（反陽子 p と反中性子 n）から構成された複合粒子であるとした。これは、ハドロンの複合模型の端緒となった。（ただし、坂田昌一は1940年、二中間子論により2粒子による中間子複合モデルを提出している。）

### 坂田模型・IOO対称性
1955年、ストレンジネスに着目して、坂田昌一は中性子ｎ・陽子ｐ・ラムダ粒子Λ を最も基本的な粒子とし他のハドロンはこの3つの素粒子とそれらの反粒子で組み立てられるという坂田模型を発表した。1959年、ストレンジネス（中野・西島・ゲルマンの法則）、及び、3つの粒子は質量が近い（1±0.2Gev）ことから、3個の基本粒子 (p, n, Λ) の入れ替えで力学法則は変わらないという池田・大貫・小川対称性（IOO対称性、今日のSU(3) 対称性）を基に、大貫義郎らはSU(3)の群論モデルを創り上げた。これは、素粒子の分類に群論を用いた画期的な試みであった。また、このモデルの発展形である名古屋模型（1960年）および新名古屋模型（1962年）も発表された。現在の素粒子分類とほぼ同じ構造になっている。しかし、これらのモデルではハドロンのデータを厳密に再現できなかった。（ただし、1939年に発表された原子核の分類にSU(4)群を用いてノーベル賞を受賞したユージン・ウィグナーの論文が物理学の一つの重要な達成と見なされていた。 ）

### クォーク
今日の形のクォークモデルは、マレー・ゲルマンによって1964年に提唱された。また、同時期にユヴァル・ネーマンおよびジョージ・ツワイクもこのモデルを導いた。クォーク模型は、複合粒子を構成する基本粒子の電荷を分数にすること、およびそれらの基本粒子はまだ観測されていない粒子であると考えることによって完成した（坂田模型は、すでに観測されていた陽子、中性子およびラムダ粒子を基本粒子と考えていた）。スピン3⁄2のΩ−
 粒子は基底状態十重項のメンバーであり、モデルから存在が予想された。この粒子がブルックヘブン国立研究所における実験で発見されたとき、マレー・ゲルマンはこの業績によりノーベル賞を受賞した。

## 中間子

図2: スピン0の擬スカラー中間子は九重項を形成する。

図3: スピン1の中間子は九重項を形成する。

六つのフレーバーのうちバリオンを形成する三つのクォークを選んだ時、これらのクォークはフレーバーSU(3)の 3（三重項と呼ばれる）基本表現で表すことができる。また、それらの反クォークは複素共役表現 3 で表される。各クォーク対から構成される九つの状態（九重項）は、自明表現 1（一重項と呼ばれる）および随伴表現 8（八重項と呼ばれる）に分解することができる。この分解は次の数式で表すことができる：
{\displaystyle \mathbf {3} \otimes \mathbf {\overline {3}} =\mathbf {8} \oplus \mathbf {1} }.
図1は、この分解を中間子に適用したものを示す。もしフレーバー対称性が厳密なら、全ての九つの中間子は同じ質量を持つはずである。この理論は、フレーバーごとのクォーク質量の違いに起因する対称性の破れの考察およびさまざまな多重項（八重項と一重項など）間の混合の考察などの物理的意味を持つ。ηおよびη′の間の質量のずれ (η-η' mass splitting) は、クォークモデルが調整できるよりも大きい。この"η–η′問題"はインスタントンを導入することによって解かれた。
中間子はバリオン数が0のハドロンである。もしクォーク–反クォーク対が軌道角運動量 L 状態にあり、スピン S を持つなら、次のことが成り立つ：
- |L − S| ≤ J ≤ L + S（S = 0 または 1）
- P = (−1)L + 1（指数中の1はクォーク–反クォーク対の固有パリティから生じる）
- C = (−1)L + S（フレーバーを持たない中間子について成り立つ。フレーバーのある中間子のCは不定値である）
- G = (−1)I + L + S（アイソスピン I = 1 および 0 の状態について、Gパリティと呼ばれる乗法的量子数を定義することができる）

もしP = (−1)Jなら、S = 1となりPC= 1を導く。これらの量子数を持つ状態は自然パリティ状態と呼ばれる。一方、それ以外の量子数の値を持つ場合は異種状態と呼ばれる（例えば、JPC = 0−−の状態）。

## バリオン

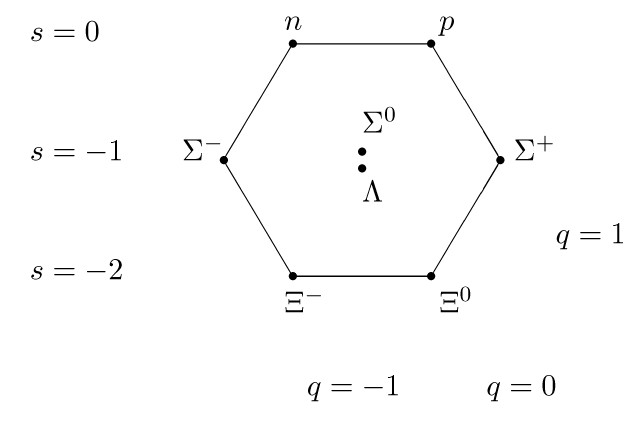
図4. S = 1/2基底状態バリオン八重項

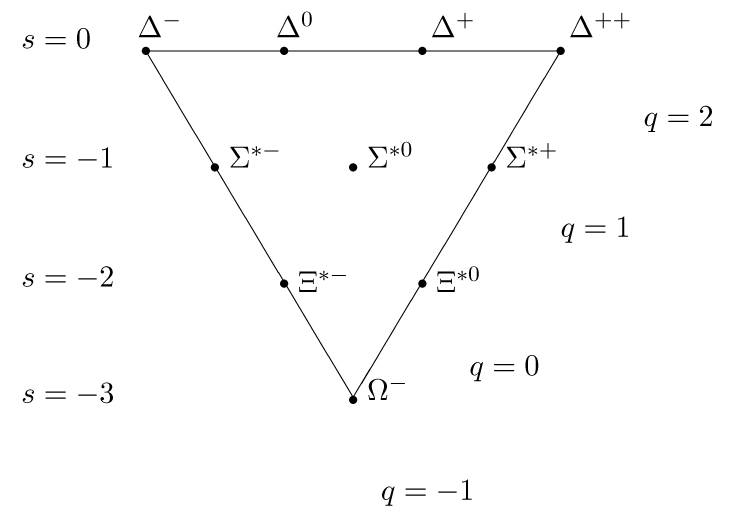
図5. S = 3/2バリオン十重項

クォークはフェルミ粒子なので、スピン統計定理によりバリオンの波動関数は二つのクォークの交換に対して非対称でなければならない。（粒子統計参照）この粒子の交換非対称な波動関数はカラーに対して完全に非対称かつフレーバー、スピンおよび空間に対して対称であるように合成することで得られる。三つのフレーバーの場合、フレーバーの分解は次のとおりである：
{\displaystyle \mathbf {3} \otimes \mathbf {3} \otimes \mathbf {3} =\mathbf {10} _{S}\oplus \mathbf {8} _{M}\oplus \mathbf {8} _{M}\oplus \mathbf {1} _{A}}.
十重項はフレーバーについて対称であり、一重項は非対称、そして二つの八重項は混合した対称性を持っている。その結果、空間およびスピン部分の状態は軌道角運動量が与えられると確定することができる。
クォークの六つのフレーバーを三つのフレーバーとフレーバーごとに二つのスピンを持つ六つの状態とみなして、クォークの基底状態について考えることは時に有用である。この近似的な対称性はスピン-フレーバーSU(6)と呼ばれる。この近似では、次のよう分解することができる：
{\displaystyle \mathbf {6} \otimes \mathbf {6} \otimes \mathbf {6} =\mathbf {56} _{S}\oplus \mathbf {70} _{M}\oplus \mathbf {70} _{M}\oplus \mathbf {20} _{A}}
スピンとフレーバーの対称的な組合わせを持つ56状態は、フレーバーSU(3)の下で次のように分解することができる：
{\displaystyle \mathbf {56} =\mathbf {10} ^{\frac {3}{2}}\oplus \mathbf {8} ^{\frac {1}{2}}}
ここで、上付き文字はバリオンのスピンSを表す。これらの状態はスピンおよびフレーバーについて対称なので、それらは空間についてもまた対称でなくてはならない。この条件は、軌道角運動量L = 0とすることによって容易に満たすことができる。これらは基底状態バリオンである。S = 1⁄2 八重項バリオンは、二つの核子 (p+
 , n0
 )、三つのシグマ (Σ+
 , Σ0
 , Σ−
 )、二つのグザイ (Ξ0
 , Ξ−
 )、およびラムダ (Λ0
 ) である。S = 3⁄2 十重項バリオンは、四つのデルタ (Δ++
 , Δ+
 , Δ0
 , Δ−
 )、三つのシグマ (Σ∗+
 , Σ∗0
 , Σ∗−
 )、二つのグザイ (Ξ∗0
 , Ξ∗−
 )、およびオメガ (Ω−
 )である。バリオンの混合、多重項の間の質量のずれ、および磁気モーメントなどは、このモデルが扱う問題である。

## 量子色力学への道

### カラーチャージの発見
カラーという量子数はクォークモデルに始めから含まれていたが、その存在は明確にはなっていなかった。クォークモデルによりハドロンを分類した結果、スピンS = 3⁄2のバリオンであるΔ++
  は平行スピンおよび減損 (vanishing) 軌道角運動量を持った三つのアップクォークが必要であり、それゆえ、隠れた量子数がない限りパウリの排他原理により非対称な波動関数を持つことができないことが判明し、それによりカラーの存在が発見された。
オスカー・グリーンバーグは1964年にこの問題について言及し、クォークはパラフェルミ粒子であるべきであると示唆した。六ヶ月後、ハン・ムヨンおよび南部陽一郎はこの問題を解くためのクォークの三つの三重項（韓・南部の自由度）の存在を示唆した。カラーの概念は1973年にウィリアム・バーディーン、ハラルト・フリッチおよびマレー・ゲルマンによって共同で書かれた論文によって明確に確立された。

### 量子色力学
クォーク間に働く力は強い力で、量子色力学によれば、カラーチャージがグルーオンを介してやりとりされるメカニズムである。

## クォークモデルの範囲外
クォークモデルは量子色力学の理論から派生するが、実際のハドロンの構造はこのモデルが明らかにしたことよりも複雑である。ハドロンの完全な波動関数は仮想的なクォークの対と仮想的なグルーオンを含まなくてはならない。また、クォークモデルの範疇に収まらないハドロンも存在しうる。これには、グルーボール（価グルーオンのみで構成される）、ハイブリッド（価クォークと同じ数のグルーオンから構成される）および"異種ハドロン"（テトラクォークやペンタクォークなど）がある。